# Alexander Jung (Eishockeyspieler)
Alexander Jung (* 1. August 1978 in Füssen) ist ein ehemaliger deutscher Eishockeytorwart, der in der DEL unter anderem für die DEG Metro Stars und die Hannover Scorpions aktiv war. Sein Bruder Florian ist ebenfalls ehemaliger Eishockeyspieler und leitet gemeinsam mit Alexander die ISAS GmbH, ein Spezialbüro für die Sanierung von Abwassersystemen.

## Karriere

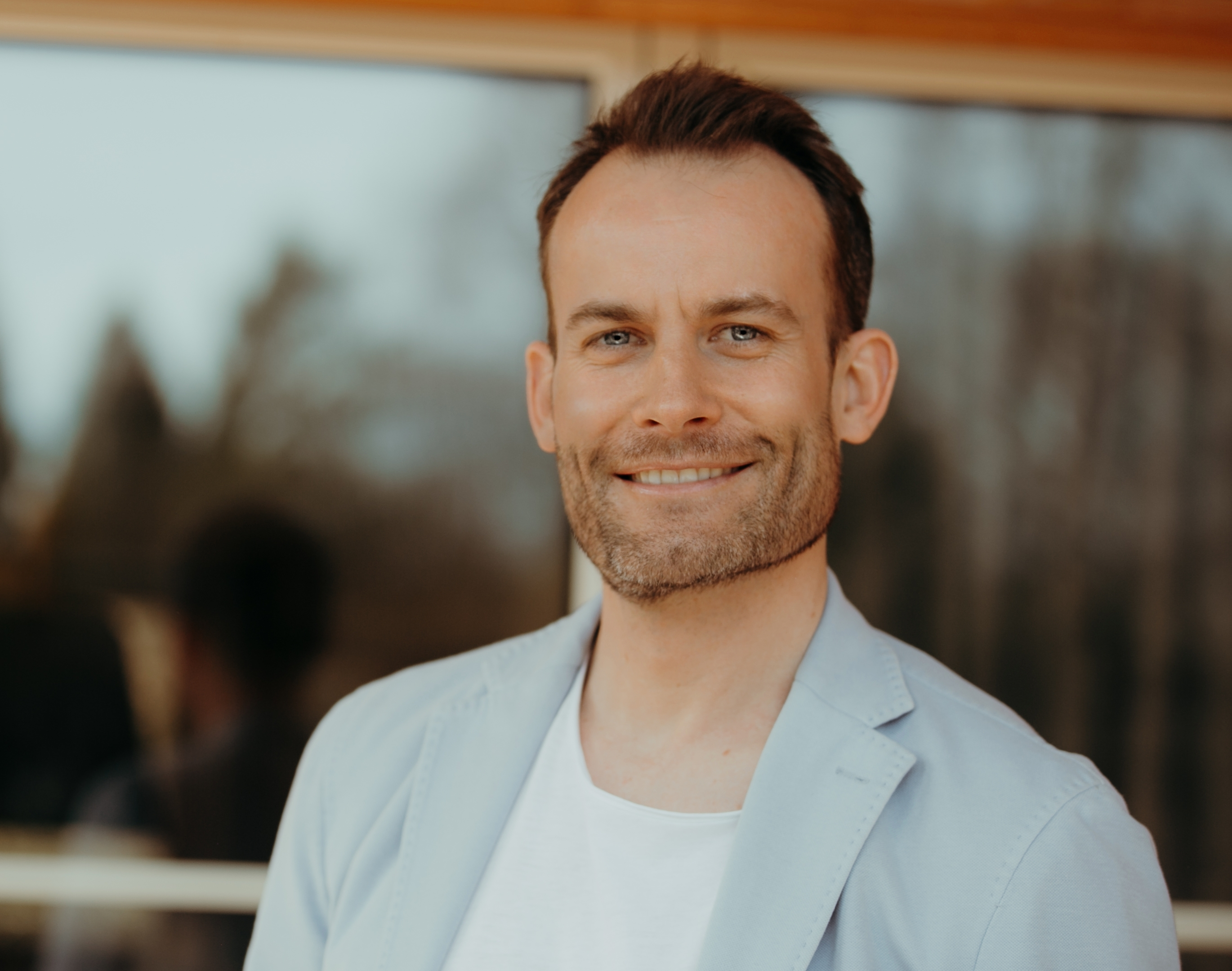
Alexander Jung (2021)

Alexander Jung durchlief bei seinem Heimatverein EV Füssen sämtliche Jugendmannschaften und erhielt 1995/96 erste Einsätze für die Profimannschaft des Clubs in der zweithöchsten Spielklasse. 1998 wechselte der links fangende Torhüter nach München in die 2. Liga Süd zum ESC München und ein Jahr später weiter in die Oberliga zum TSV Erding. In der Spielzeit 2000/01 erhielt Jung erstmals eine Förderlizenz für ein DEL-Team. Für die Eisbären Berlin bestritt er in dieser Saison 20 Spiele mit einer Durchschnitts-Fangquote von 87 Prozent. In den Play-offs stand der Goalie schließlich für den SC Riessersee in der 2. Bundesliga zwischen den Pfosten. In der folgenden Spielzeit erhielt Jung eine Förderlizenz bei den München Barons, jedoch kam er hauptsächlich bei deren Kooperationspartner Erding zum Einsatz.
Zur Saison 2002/03 wechselte der Torhüter zu den DEG Metro Stars, wo er als Back-up von Andrei Trefilow fungierte. In den folgenden vier Jahren erhöhte sich die Zahl seiner Einsätze stetig und Jung entwickelte sich zu einem der besten deutschen Torhüter. So gehörte er ab 2003 dem Nationalteam an, für das er an den Weltmeisterschaften im gleichen Jahr und 2005 teilnahm. Aufgrund der schlechten Perspektive nach der Verpflichtung von Jamie Storr durch die Metro Stars entschied sich Jung, den Verein zu verlassen und wechselte zu den Hannover Scorpions. Nach der Saison 2008/09 beendete Jung seine aktive Karriere als Eishockeyspieler und arbeitet heute als Geschäftsführer für die ISAS GmbH.
Ergänzend zu seiner Tätigkeit als Unternehmer engagiert sich Alexander Jung für mentale Gesundheit in Unternehmen und Profisport.

## Erfolge und Auszeichnungen
- 2004 Teilnahme am DEL All-Star Game
- 2005 Teilnahme am DEL All-Star Game
- 2007 Teilnahme am DEL All-Star Game

## DEL-Statistik
(Legende zur Torhüterstatistik: GP oder Sp = Spiele insgesamt; W oder S = Siege; L oder N = Niederlagen; T oder U oder OT = Unentschieden oder Overtime- bzw. Shootout-Niederlage; Min. = Minuten; SOG oder SaT = Schüsse aufs Tor; GA oder GT = Gegentore; SO = Shutouts; GAA oder GTS = Gegentorschnitt; Sv% oder SVS% = Fangquote; EN = Empty Net Goal; 1 Play-downs/Relegation; Kursiv: Statistik nicht vollständig)